# Laura Oprea

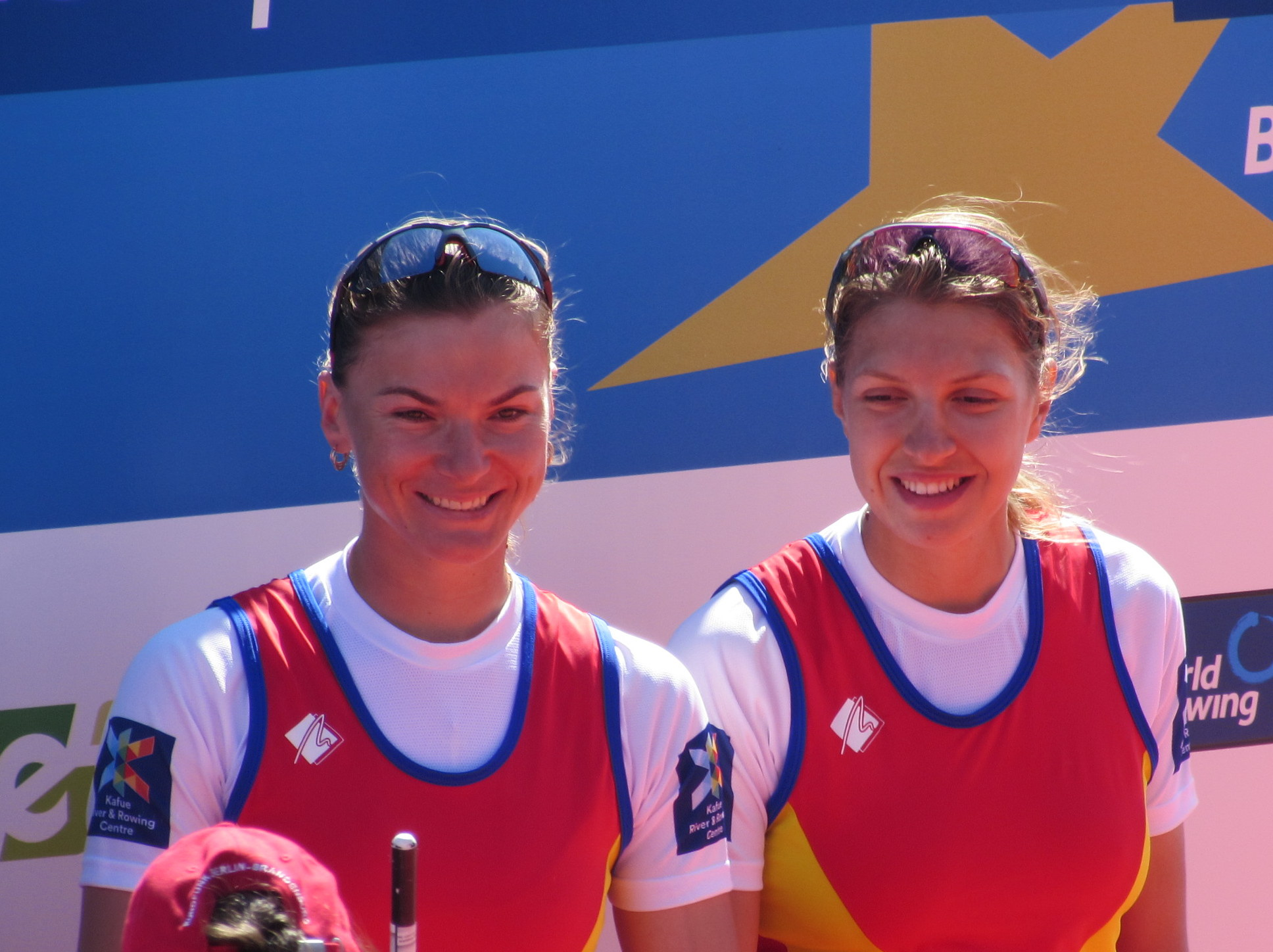
Laura Oprea (links) und Mădălina Bereș bei der Ruder-EM 2016

Laura Oprea (* 19. Februar 1994 in Nisiporești, Kreis Neamț) ist eine rumänische Ruderin.
Laura Oprea gewann bei den Junioren-Weltmeisterschaften 2010 die Silbermedaille im Einer, bei den Junioren-Weltmeisterschaften 2011 Bronze im Doppelvierer und bei den Junioren-Weltmeisterschaften 2012 Bronze im Einer. 2013 siegte sie zusammen mit Ionela-Mădălina Rusu im Doppelzweier bei den U23-Weltmeisterschaften.
2014 gewann die 1,87 m große Laura Oprea ihre erste internationale Medaille in der Erwachsenenklasse, als sie zusammen mit Cristina Grigoraș im Zweier ohne Steuerfrau die Silbermedaille bei den Europameisterschaften erhielt. Bei den Weltmeisterschaften 2014 belegten die beiden den vierten Platz sowohl im Zweier ohne Steuerfrau als auch mit dem rumänischen Achter. 2015 gewannen Grigoraș und Oprea die Bronzemedaille im Zweier bei den Europameisterschaften, bei den Weltmeisterschaften 2015 belegten die beiden den siebten Platz. 2016 gewannen Laura Oprea und Mădălina Bereș im ungesteuerten Zweier die Bronzemedaille bei den Europameisterschaften in Brandenburg an der Havel. Kurz darauf gehörten beide zum rumänischen Achter, der die Olympiaqualifikationsregatta in Luzern gewann. Bei den Olympischen Spielen 2016 traten Oprea und Bereș in zwei Wettbewerben an. Mit dem Zweier ohne Steuerfrau belegten sie den neunten Platz. Mit dem Achter gewannen sie die Bronzemedaille hinter dem US-Achter und den Britinnen.
Ende Mai 2017 gewannen Oprea und Bereș sowohl im Zweier als auch im Achter die Goldmedaille bei den Europameisterschaften in Račice u Štětí. Beim Weltcupfinale traten Oprea und Bereș nur im Achter an und siegte in dieser Bootsklasse. Der größte Erfolg gelang dem rumänischen Achter zum Saisonabschluss 2017 bei den Weltmeisterschaften in Sarasota mit dem Titelgewinn vor den Booten aus Kanada und Neuseeland.